# 阿邦代叙
阿邦代叙（法語：Abbans-Dessus）是法国杜省的一个市镇，属于贝桑松区（Besançon）布西埃县（Boussières）。该市镇总面积4.43平方公里，2009年时的人口为312人。

## 人口
阿邦代叙人口变化图示